# Euphorbia cremersii
Euphorbia cremersii ist eine Pflanzenart aus der Gattung Wolfsmilch (Euphorbia) in der Familie der Wolfsmilchgewächse (Euphorbiaceae).

## Beschreibung
Die sukkulente Euphorbia cremersii wächst als Geophyt aus einer kugelförmigen Wurzel, die bis 5 Zentimeter Durchmesser erreicht. Aus dieser Wurzel entwickelt sich ein kurzer Stamm mit mehreren Zweigen, die sich nahe der Bodenoberfläche befinden. Die bis 10 Zentimeter langen Zweige erreichen etwa 1 Zentimeter im Durchmesser und sind mit Blattnarben versehen. Die lanzettlichen Blätter stehen in endständigen Rosetten und werden bis 8 Zentimeter lang und 3 Zentimeter breit. Die Blattbasis ist etwa herzförmig, die Oberseite trübgrün gefärbt und mit Flecken versehen. Die Blattunterseite ist rötlich und die gekräuselten Ränder sind rot gefärbt. Der Blattstiel wird bis 1 Zentimeter und die borstigen und kurzlebigen Nebenblätter 3 Millimeter lang.
Es werden nahezu endständige, nickende Cymen ausgebildet, die ein- bis zweifach gegabelt sind. Die Blütenstandstiele werden etwa 2 Zentimeter lang. Die rundlichen Cyathophyllen werden bis 7 Millimeter lang und 13 Millimeter breit. Sie sind hellbraun gefärbt, überlappen sich gegenseitig und bedecken das etwa 4 Millimeter große Cyathium ohne es einzuhüllen. Die Nektardrüsen sind hellgelb gefärbt. Die stumpf gelappte Frucht steht an einem kurzen Stiel und wird 2 Millimeter groß. Über den Samen ist nichts bekannt.

## Verbreitung und Systematik
Euphorbia cremersii ist endemisch im Hochland im Westen von Madagaskar verbreitet.
Die Art steht auf der Roten Liste der IUCN und gilt als gefährdet (Vulnerable).
Die Erstbeschreibung der Art erfolgte 1991 durch Werner Rauh und Alfred Razafindratsira.
Es werden folgende Varietäten und Formen unterschieden:
- Euphorbia cremersii f. viridiflora Rauh
im Unterschied zur Stammart sind die Blätter glänzend grün gefärbt und der Rand nicht gekräuselt; es wird eine Synonymität zu Euphorbia cremersii var. rakotozafyi vermutet
- Euphorbia cremersii var cremersii
- Euphorbia cremersii var. rakotozafyi (Cremers) Rauh
im Unterschied zur Stammart werden die Triebe mit bis zu 20 Zentimeter länger, die Blätter sind elliptisch geformt und an der Basis zum Blattstiel hin verjüngt; die Pflanzen sind nur aus Kultur bekannt; ein Synonym für die Varietät ist Euphorbia francoisii var. rakotozafyi Cremers (1984)